# 内閣府特命担当大臣（地域主権推進担当）
内閣府特命担当大臣（地域主権推進担当）（ないかくふとくめいたんとうだいじん ちいきしゅけんすいしんたんとう、英語: Minister of State for Promotion of Local Sovereignty）は、日本の廃止された国務大臣。内閣府特命担当大臣の一つである。地域主権推進担当大臣と通称される。

## 概要
日本の内閣府に置かれる内閣府特命担当大臣の一つである。主として地域主権政策を所管する国務大臣である。具体的には、住民に密接にかかわる行政を地方公共団体が自主的、総合的に担当できる制度や、住民の判断と責任において地域の諸課題にあたることができる制度といった、地域社会の在り方に関する政策を所管する。また、地方公共団体の自主的な事業、事務経費に充当する交付金の配分、地方制度に関する関係機関との調整、なども所管している。
内閣府にて地方主権政策を司る組織としては、内部部局の地域主権戦略室や、審議会等の地方制度調査会などが挙げられる。内閣府特命担当大臣（地域主権推進担当）は、これらの組織を担当する。また、内閣府が所管する懇談会として扱われる地域主権戦略会議なども担当する。
内閣府特命担当大臣のうち、沖縄及び北方対策担当、金融担当、消費者及び食品安全担当の3大臣は、内閣府設置法により必置とされている。それに対して、他の内閣府特命担当大臣は必置とはされておらず、担当する諸課題により柔軟に設置できる。そのため、政権により増減や変動があり、その役職名は必ずしも一致しない。しかし、2009年以降、歴代政権は一貫して「内閣府特命担当大臣（地域主権推進担当）」を設置している。
また、この内閣府特命担当大臣（地域主権推進担当）に就任した者は、閣議決定に基づき、地域主権戦略会議の副議長に就任する。
2012年12月、第2次安倍内閣発足に伴い、廃止される。

## 歴代大臣
| 内閣府特命担当大臣（地域主権推進担当） | 内閣府特命担当大臣（地域主権推進担当） | 内閣府特命担当大臣（地域主権推進担当） | 内閣府特命担当大臣（地域主権推進担当） | 内閣府特命担当大臣（地域主権推進担当） | 内閣府特命担当大臣（地域主権推進担当） | 内閣府特命担当大臣（地域主権推進担当） | 内閣府特命担当大臣（地域主権推進担当） | 内閣府特命担当大臣（地域主権推進担当） |
| 代                                     | 氏名                                   | 氏名                                   | 内閣                                   | 内閣                                   | 就任日                                 | 退任日                                 | 党派                                   | 備考                                   |
| -------------------------------------- | -------------------------------------- | -------------------------------------- | -------------------------------------- | -------------------------------------- | -------------------------------------- | -------------------------------------- | -------------------------------------- | -------------------------------------- |
| 1                                      |                                        | 原口一博                               | 鳩山由紀夫内閣                         | 鳩山由紀夫内閣                         | 2009年9月16日                          | 2010年6月8日                           | 民主党                                 |                                        |
| 2                                      | 菅直人内閣                             | 菅直人内閣                             | 2010年6月8日                           | 2010年9月17日                          | 再任                                   |                                        | 民主党                                 |                                        |
| 3                                      |                                        | 片山善博                               |                                        | 第1次改造内閣                          | 2010年9月17日                          | 2011年9月2日                           | 民間                                   |                                        |
| 3                                      |                                        | 片山善博                               | 第2次改造内閣                          | 留任                                   | 2010年9月17日                          | 2011年9月2日                           | 民間                                   |                                        |
| 4                                      |                                        | 川端達夫                               | 野田内閣                               | 野田内閣                               | 2011年9月2日                           | 2012年10月1日                          | 民主党                                 |                                        |
| 4                                      |                                        | 川端達夫                               | 第1次改造内閣                          | 留任                                   | 2011年9月2日                           | 2012年10月1日                          | 民主党                                 |                                        |
| 4                                      | 第2次改造内閣                          | 川端達夫                               |                                        | 留任                                   | 2011年9月2日                           | 2012年10月1日                          | 民主党                                 |                                        |
| 5                                      |                                        | 樽床伸二                               |                                        | 第3次改造内閣                          | 2012年10月1日                          | 2012年12月26日                         | 民主党                                 |                                        |

- 内閣府特命担当大臣は複数名を任命することがあるため、通常は代数の表記は行わない。ただし、本表ではわかりやすさに配慮し、代数の欄を便宜上設けた。
- 辞令のある再任は就任日を記載し、辞令のない留任は就任日を記載しない。
- 党派の欄は、就任時、または、内閣発足時の所属政党を記載し、国会議員以外は「民間」と記載した。